# Pareuptychia binocula
Espèce
Pareuptychia binocula est une espèce de lépidoptères (papillons) de la famille des Nymphalidae, de la sous-famille des Satyrinae, de la tribu des Satyrini et du genre Pareuptychia.

## Dénomination
Pareuptychia binocula a été décrit par Arthur Gardiner Butler en 1869 sous le nom initial d' Euptychia binocula.
Synonymie : Pareuptychia metaleuca tekoiokem.

## Description
Pareuptychia binocula est un papillon aux ailes postérieures au bord ondulé avec sur le dessus un gros ocelle noir à l'angle anal des ailes postérieures. Le dessus est de couleur blanche avec soit aux  ailes antérieures une bordure marron foncé au bord costal et au bord externe soit une bordure externe et des rayures marron s'étendant plus ou moins aux ailes postérieures.
Le revers est blanc rayé de marron aux ailes antérieures et aux ailes postérieures. Un ocelle noir cerclé de jaune marque l'apex des ailes antérieures et une ligne submarginale d'ocelles dont seuls les deux plus proches de l'apex des antérieures et celui proche de l'angle anal sont noirs orne  les ailes postérieures.

## Écologie et distribution
Pareuptychia binocula n'est présent qu'en Guyane.

### Protection
Pas de statut de protection particulier